# Antonio Salieri
Antonio Salieri (sinh ngày 18 tháng 8 năm 1750 - mất ngày 7 tháng 5 năm 1825) là nhà soạn nhạc, nhạc trưởng, nhà sư phạm người Ý. Ông là một trong những nhà soạn nhạc nổi tiếng của thời kỳ Cổ điển không chỉ bởi những tác phẩm của mình mà bởi câu chuyện thù địch với Mozart. Vì ghen với tài năng xuất chúng của nhà soạn nhạc người Áo, nhà soạn nhạc Salieri đã có mâu thuẫn với ông. Nhưng việc ông Salieri giết Mozart như lời nhà soạn nhạc người Ý nói vào lúc cuối đời và các tác phẩm âm nhạc phản ánh (đây là đề tài rất được nhiều nhà soạn nhạc khai thác như trường hợp của Nikolay Rimsky-Korsakov với vở opera Mozart và Salieri là ví dụ điển hình) hoàn toàn không có thật. Các bằng chứng hiện tại cho thấy Mozart chết vì bệnh tật thì đúng hơn so với việc Mozart chết vì bị sát hại.

## Cuộc đời và sự nghiệp
Antoni Salieri học nhạc tại trường dạy hát San Marco tại Venezia. Năm 1776, Salieri theo Gassmann đến Viên, thủ đô âm nhạc thời bấy giờ. Tư năm 1774, Salieri là nhà soạn nhạc thính phòng của triều đình và là nhạc trường nhà hát opera Ý tại Venice. Sau khi về Ý, ông viết các vở opera hài cho các nhà hát của Milan, Venezia và Roma. Năm 1778, nhà soạn nhạc này sang Paris, làm quen với Christoph Gluck và thay thế nhà cách tân opera người Đức một chân ở Nhà hát opera Paris từ 1784-1788. Năm 1788, Salieri trở lại thủ đô âm nhạc Viên, là nhạc trưởng của triều đình từ lúc trở về đến năm 1824.

## Những học trò xuất sắc
Antonio Salieri có nhiều học trò. Nổi bật có:
- Ludwig van Beethoven
- Franz Schubert
- Franz Liszt[2]

## Các tác phẩm
Ông đã để lại cho âm nhạc 40 vở opera, nổi bật có Tarare (1787), Palmira (1795), Falstaff (1797); bốn bản oratorio; nhạc nhà thờ và nhiều tác phẩm khác.